# Wales (Maine)
Wales és una població dels Estats Units a l'estat de Maine (EUA). Segons el cens del 2000 tenia 1.322 habitants.

## Demografia
Segons el cens del 2000, Wales tenia 1.322 habitants, 468 habitatges, i 366 famílies. La densitat de població era de 31,6 habitants/km².
Dels 468 habitatges en un 40,8% hi vivien nens de menys de 18 anys, en un 62,4% hi vivien parelles casades, en un 10,3% dones solteres, i en un 21,6% no eren unitats familiars. En el 15,4% dels habitatges hi vivien persones soles el 6,8% de les quals corresponia a persones de 65 anys o més que vivien soles. El nombre mitjà de persones vivint en cada habitatge era de 2,82 i el nombre mitjà de persones que vivien en cada família era de 3,13.
Per edats la població es repartia de la següent manera: un 28,4% tenia menys de 18 anys, un 7,4% entre 18 i 24, un 33,7% entre 25 i 44, un 21,7% de 45 a 60 i un 8,9% 65 anys o més.
L'edat mediana era de 35 anys. Per cada 100 dones de 18 o més anys hi havia 101,5 homes.
La renda mediana per habitatge era de 44.444 $ i la renda mediana per família de 47.880 $. Els homes tenien una renda mediana de 29.297 $ mentre que les dones 24.000 $. La renda per capita de la població era de 16.963 $. Entorn del 5,6% de les famílies i el 8% de la població estaven per davall del llindar de pobresa.